# Exantem scarlatiniform
Exantemul scarlatiniform (exantemul scarlatinos, eritemul scarlatiniform) este un exantem care se caracterizează prin placarde întinse, difuze, care confluează fără a lăsa spații de piele sănătoasă, de culoare roșie-intensă, adesea fiind punctate de mici papule de un roșu viu, și care dau la pipăit o senzație aspră, de tegument granulos.

Eritemul scarlatiniform se întâlnește în :
- Scarlatină (provocată de streptococul betahemolitic de grup A).
- Sindromul șocului toxic (provocat de stafilococ și streptococul din grupa A).
- Epidermoliza stafilococică acută.
- Maladia Kawasaki
- Angine cu Corynebacterium hemolyticum.
- Enteroviroze (cu virusul Coxsackie, ECHO).
- Infecții cu virusul Epstein-Barr.
- Rubeolă
- Febra denga
- Alergii medicamentoase; medicamentele responsabile sunt numeroase: antibiotice (betalactamine, sulfamide, glicopeptide etc), antipiretice, anti-inflamatoare, anticomițiale, săruri de aur etc.)